# 간쑤성 (중화민국)

간쑤 성의 위치

간쑤성(중국어: 甘肅省, 한국어: 감숙성)은 1912년부터 1949년까지 존재했던 중화민국의 성으로 성도는 란저우이며 면적은 391,506km2이다. 9개 행정독찰구 하에 1개 시, 69개 현, 2개 설치국을 관할했다. 동쪽으로는 산시 성, 북쪽으로는 닝샤 성과 몽골 지방, 남쪽으로는 칭하이 성과 쓰촨 성, 서쪽으로는 신장 성과 접하고 있었다.